# ビンゴクイズ25
「ビンゴクイズ25」とは、日本テレビ系列で2005年3月25日に単発番組として放送された、ビンゴゲームとクイズが合体したクイズバラエティ番組である。タイトルは「超豪華!女だけの決戦（秘）ビンゴでクイズ大会春の祭典スペシャル!!」。

## 放送時間
- 金曜19:00 - 20:54（JST）
- 19:00の『ぐるぐるナインティナイン』と20:00の『謎を解け!まさかのミステリー』は、共に休止。

## ルール
- 25人の女性解答者が5×5・合計25マスのビンゴカードを模した解答席に着席。
- 1問ごとにビンゴマシーンで抽選し、解答者を決める。ボールは以下の2種類。
  - 銀色のボール：ボールに番号が書かれている。書かれた数字のプレーヤーに対して4択問題を出題。
  - 赤色のボール：ボールに番号が書かれていない。全員参加の早押し問題。
- 正解すれば足下のランプが赤く光り、正解したプレーヤーは次に答えるプレーヤーを指名できる。不正解の場合は再びビンゴマシーンで抽選し、解答者を決める。この場合でもすでに正解したプレーヤーのランプはリセットされない。これを繰り返す。
- 1列のうち4人が正解し、さらに正解すればビンゴになる人が指名された場合「ビンゴリーチ」となり、ビンゴをかけて田村亮が考えた（出題傾向のかなり偏った）クイズに挑戦、正解すればビンゴ成立。500万円への挑戦権を獲得。
- ビンゴが成立したプレーヤーは「5 Attack」（書き問題）に挑戦。5人のうち1人でも正解すれば、賞金500万円獲得。全員不正解の場合は手ぶらで退場、待機解答者と交代となる。

## キャスト
- 司会：田村淳・田村亮（ロンドンブーツ1号2号）
- アシスタント：阿部哲子（当時日本テレビアナウンサー）
- ナレーター：増田晋

## スタッフ
- 総合演出・プロデュース：栗原甚
- 構成：鈴木おさむ、小野高義、石原健次
- クイズ：高草木靖治、道蔦岳史
- ナレーター：増田晋
- TM：福王寺貴之
- SW：村松明
- CAM：山田祐一
- VE：矢田部昭
- 音声：大島康彦
- 照明：小笠原雅登
- モニター：城生隆男、久保浩司
- PA：東京音研映像
- 技術協力：ヌーベルバーグ、日テレ映像センター、ジャパンテレビ、アンサーズ、テレテック、八峯テレビ
- 美術プロデューサー：高野豊
- 美術デザイン：栗原純二
- 装置：町山宏
- 電飾：柴崎武人、加覧幸祐、合津嘉朗
- 装飾：中村善久
- 衣裳：須崎美和
- メイク：大久保恵美子
- 美術協力：日テレアート
- EED：定野正司、手塚貴幸、池田浩
- MA：番匠康雄
- 音効：森山顕仁
- TK：南田めぐみ
- ロゴ：布村順一
- CG：長田大輔
- リサーチ：高橋明美、田中大督（フォーミュレーション）
- 広報：岸川夕子
- 協力：吉本興業
- AP （アシスタントプロデューサー） ：飯沼美佐子、棚橋砂予
- デスク：呉羽あゆみ
- ディレクター：安島隆、前川善郎、新沢学、椎葉宏治、早川恵介、谷中憲
- 企画：山谷和隆
- 演出：大熊義紹、大澤宏一郎
- プロデューサー：下田明宏、上原敏明、川口浩也
- チーフプロデューサー：安岡喜郎
- 制作協力：G-yama
- 製作著作：日本テレビ

## 出場者と結果

### ROUND 1
| 1 森公美子      | 2 西川史子    | 3 三倉茉奈    | 4 三倉佳奈      | 5 北斗晶          |
| 6 だいたひかる  | 7 虻川美穂子  | 8 松本伊代    | 9 松本明子      | 10 井森美幸       |
| 11 大久保佳代子 | 12 伊藤さおり | 13 光浦靖子   | 14 いとうまい子 | 15 くまきりあさ美 |
| 16 松居一代     | 17 瀬川瑛子   | 18 清水ミチコ | 19 安めぐみ     | 20 根本はるみ     |
| 21 磯野貴理子   | 22 梅宮アンナ | 23 菊川怜     | 24 山田花子     | 25 和田アキ子     |

5 Attack→不正解！賞金獲得ならず…

### ROUND 2
| 1 森公美子      | 2 西川史子    | 3 三倉茉奈    | 4 三倉佳奈      | 5 北斗晶          |
| 6 だいたひかる  | 7 虻川美穂子  | 8 松本伊代    | 9 松本明子      | 10 井森美幸       |
| 11 大久保佳代子 | 12 伊藤さおり | 13 光浦靖子   | 14 いとうまい子 | 15 くまきりあさ美 |
| 16 大林素子     | 17 ♥さゆり    | 18 雛形あきこ | 19 村上知子     | 20 濱田マリ       |
| 21 磯野貴理子   | 22 梅宮アンナ | 23 菊川怜     | 24 山田花子     | 25 和田アキ子     |

5 Attack→光浦さん正解！賞金500万円獲得！

### ROUND 3
| 1 島崎和歌子    | 2 西川史子    | 3 三倉茉奈    | 4 三倉佳奈      | 5 北斗晶          |
| 6 だいたひかる  | 7 浅香唯      | 8 松本伊代    | 9 松本明子      | 10 井森美幸       |
| 11 大久保佳代子 | 12 伊藤さおり | 13 麻木久仁子 | 14 いとうまい子 | 15 くまきりあさ美 |
| 16 大林素子     | 17 ♥さゆり    | 18 雛形あきこ | 19 石川亜沙美   | 20 濱田マリ       |
| 21 磯野貴理子   | 22 梅宮アンナ | 23 菊川怜     | 24 山田花子     | 25 はしのえみ     |

5 Attack→北斗さん正解！賞金500万円獲得！

### ROUND 4
| 1 松居一代      | 2 瀬川瑛子    | 3 清水ミチコ  | 4 安めぐみ      | 5 根本はるみ      |
| 6 だいたひかる  | 7 浅香唯      | 8 松本伊代    | 9 松本明子      | 10 井森美幸       |
| 11 大久保佳代子 | 12 伊藤さおり | 13 麻木久仁子 | 14 いとうまい子 | 15 くまきりあさ美 |
| 16 大林素子     | 17 ♥さゆり    | 18 雛形あきこ | 19 石川亜沙美   | 20 濱田マリ       |
| 21 磯野貴理子   | 22 梅宮アンナ | 23 菊川怜     | 24 山田花子     | 25 はしのえみ     |

伊藤さん不正解で時間切れ！賞金獲得ならず…

## アラカルト
この番組では数字の「2」は、数字の「5」を裏返して上下をひっくり返した形となっている。